# СГ-43

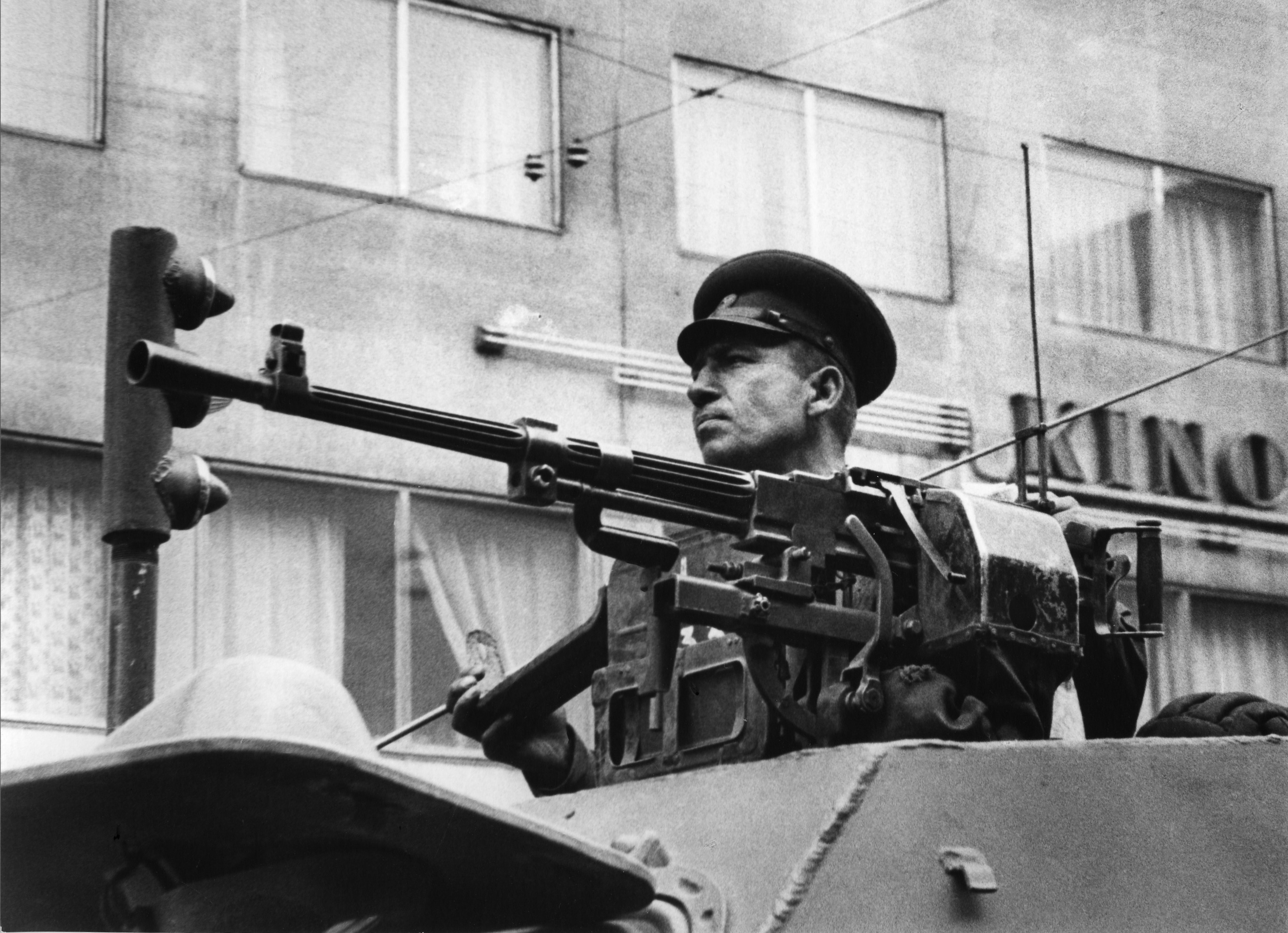
СГ-43 (СГМБ) на БТР-152, 1968 рік.

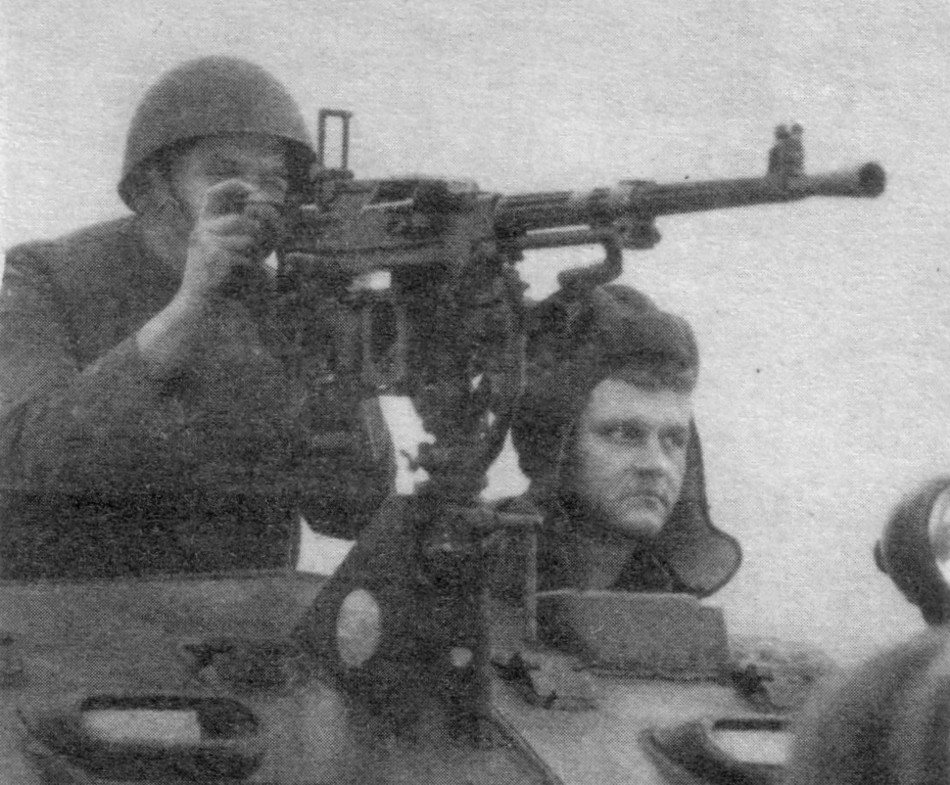
СГ-43 (СГМБ) на БРДМ

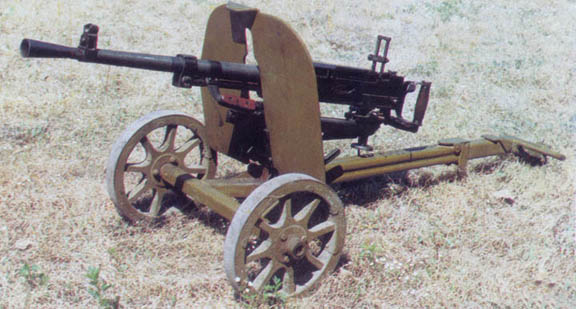
Китайський варіант — Type 53

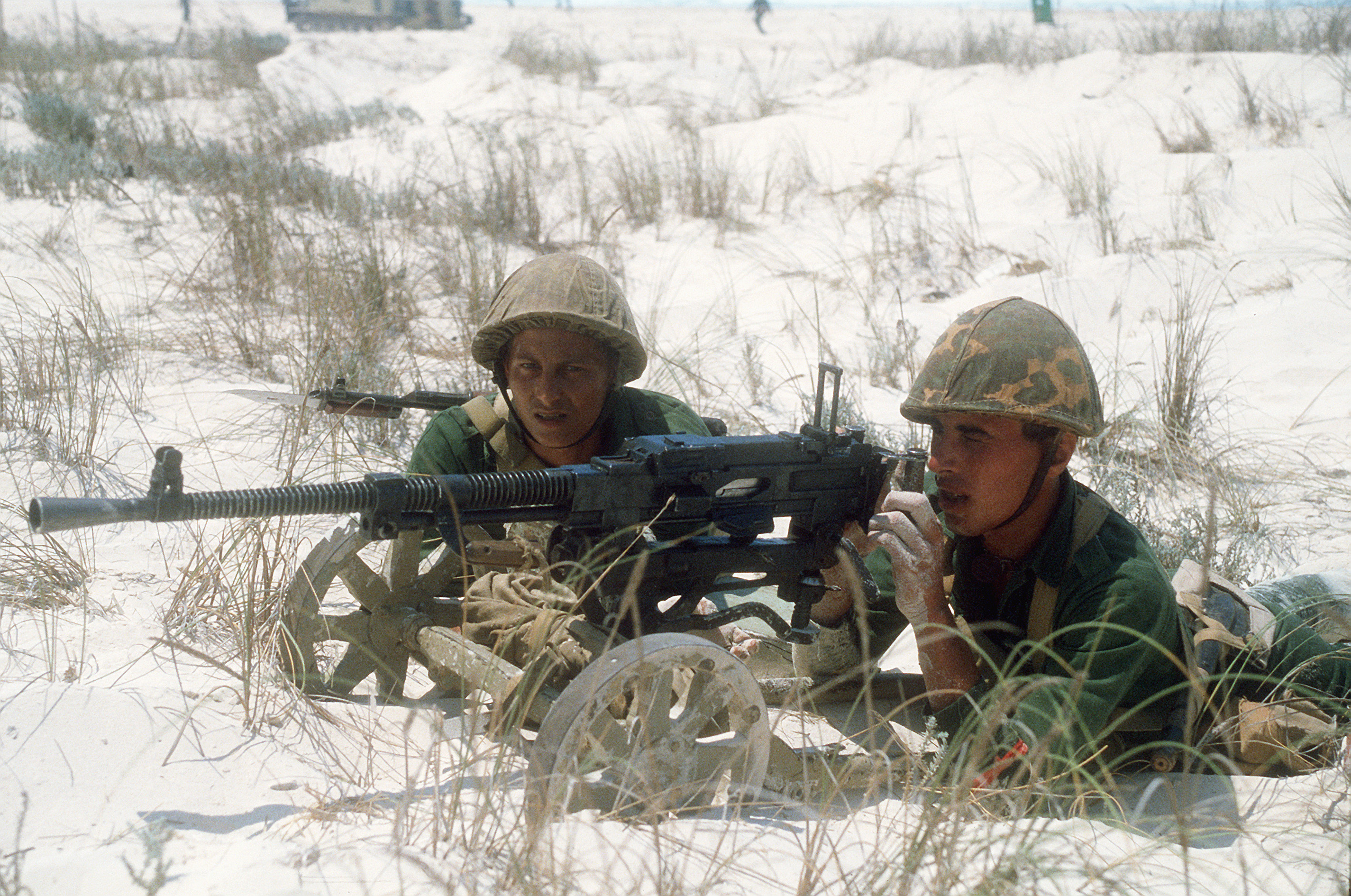
Єгипетські морські піхотинці

7,62-мм кулемет Горюнова (СГ-43, Індекс ГАУ — 56-П-428) — радянський станковий кулемет.

## Історія
У травні 1942 року відповідно до розпорядження наркому озброєння СРСР Д. Ф. Устинова було оголошено конкурс на розробку нової конструкції станкового кулемета для РККА (на заміну кулемета Максима зразку 1910/30 р.. Запропонований на конкурс дослідний кулемет, розроблений на Ковровському механічному заводі зброярем П. М. Горюновим за участю М. М. Горюнова і В. Е. Воронкова, був більш технологічним у виробництві за рахунок введення в конструкцію штампованих деталей, однак в кінці 1942 року під час випробувань було виявлено необхідність зробити більш масивний ствол. Після того, як в конструкцію кулемета внесли необхідні зміни, зброю знову направили на випробування. У травні 1943 року були підведені підсумки польових випробувань, на яких переміг кулемет Горюнова.
15 травня 1943 під найменуванням СГ-43 станковий кулемет був прийнятий на озброєння РСЧА.Надходити у війська СГ-43 почав в червні 1943 року.
У 1944 році конструктори Г. Гаранін і В. Селезньов розробили для СГ-43 спрощений колісний станок, який характеризувався набагато більш високими показниками при експлуатації в ускладнених умовах.
У 1945 році вдосконалили сам кулемет. Для поліпшення тепловіддачі ствол замість гладкої зовнішньої поверхні отримав поперечні ребра, рукоять перезарядження для зручності стрільби з положення лежачи і сидячи перенесли з-під рукояток управління вогнем на праву сторону ствольної коробки, ввели регульований замикач ствола, який дозволив практично безперешкодно здійснювати заміну нагрітого ствола.
В цілому, до кінця Німецько-радянської війни було виготовлено і передано в діючу армію понад 80 тис. СГ-43.
Незабаром після закінчення Другої світової війни кулемет ще раз зазнав модернізації.
Переозброєння частин Радянської Армії кулеметом Горюнова було завершено наприкінці 1940-х — початку 1950-х років.
Автоматика або частини конструкції СГ-43 згодом були використані при створенні єдиних кулеметів Тип 67, KGK і SS-77. Єдиний кулемет конструкції Силіна і Перерушева на основі СГМ брав участь в 1956 році в конкурсі на єдиний кулемет і програв кулемету Калашникова.

## Характеристики
Дальність прямого пострілу:
- по грудній фігурі — 420 м;
- по фігурі, яка біжить — 640 м.

Куля зберігає свою убивчу дію на всій дальності польоту (до 3800 м). Дулова енергія кулі зі сталевим сердечником — 3511 Дж, кулі зразка 1930 року — 3776 Дж. Бойова швидкострільність становить 250—300 пострілів за хвилину. Охолодження ствола — повітряне. Ведення інтенсивної стрільби чергами можливо до 500 пострілів, після чого необхідно замінити або охолодити ствол.
Вимоги нормального бою одиночними для кулемета Горюнова:
- всі чотири пробоїни у колі діаметром 15 см;
- середня точка попадання відхиляється від контрольної точки не більше ніж на 5 см в будь-якому напрямку.

Вимоги нормального бою чергами для кулемета Горюнова:
- не менше восьми пробоїн з десяти у колі діаметром 20 см;
- середня точка попадання відхиляється від контрольної точки не більше ніж на 5 см в будь-якому напрямку.

Перевірка бою здійснюється стрільбою по перевірочній мішені (відрізаною по четвертій горизонтальної лінії) або чорному прямокутнику заввишки 30 см і шириною 20 см, укріпленому на білому щиті висотою 1 м і шириною 1 м. Дальність стрільби — 100 м, патрони — зі звичайною кулею (зі сталевим сердечником або легкою зразка 1908 року), приціл — 3 (за шкалою «Л»).
Показники сумарного розсіювання куль зі сталевим сердечником при стрільбі чергами з приведених до нормального бою СГ-43 і СГМ:
| Дальність стрільби, м | Серединні відхилення по висоті, см | Серединні відхилення по ширині, см | Енергія кулі, Дж |
| --------------------- | ---------------------------------- | ---------------------------------- | ---------------- |
| 100                   | 6                                  | 5                                  | 2903             |
| 200                   | 12                                 | 10                                 | 2383             |
| 300                   | 18                                 | 15                                 | 1942             |
| 400                   | 23                                 | 20                                 | 1559             |
| 500                   | 29                                 | 25                                 | 1245             |
| 600                   | 35                                 | 29                                 | 990              |
| 700                   | 41                                 | 34                                 | 785              |
| 800                   | 47                                 | 39                                 | 628              |
| 900                   | 54                                 | 44                                 | 520              |
| 1000                  | 62                                 | 49                                 | 451              |
| 1100                  | 70                                 | 54                                 | 402              |
| 1200                  | 80                                 | 59                                 | 363              |
| 1300                  | 90                                 | 64                                 | 333              |
| 1400                  | 102                                | 69                                 | 304              |
| 1500                  | 115                                | 75                                 | 275              |
| 1600                  | 130                                | 82                                 | -                |
| 1700                  | 149                                | 88                                 | -                |
| 1800                  | 179                                | 94                                 | -                |
| 1900                  | 202                                | 102                                | -                |
| 2000                  | 234                                | 109                                | -                |

Показники сумарного розсіювання куль зі сталевим сердечником при стрільбі чергами з приведених до нормального бою СГМБ і СГМТ:
| Дальність стрільби, м | Серединні відхилення по висоті, см | Серединні відхилення по ширині, см |
| --------------------- | ---------------------------------- | ---------------------------------- |
| 100                   | 4                                  | 4                                  |
| 200                   | 9                                  | 9                                  |
| 300                   | 14                                 | 13                                 |
| 400                   | 19                                 | 17                                 |
| 500                   | 23                                 | 21                                 |
| 600                   | 28                                 | 26                                 |
| 700                   | 33                                 | 31                                 |
| 800                   | 38                                 | 35                                 |
| 900                   | 44                                 | 39                                 |
| 1000                  | 50                                 | 43                                 |
| 1100                  | 57                                 | 47                                 |
| 1200                  | 65                                 | 52                                 |
| 1300                  | 75                                 | 57                                 |
| 1400                  | 87                                 | 62                                 |
| 1500                  | 101                                | 67                                 |
| 1600                  | 117                                | 73                                 |
| 1700                  | 136                                | 80                                 |
| 1800                  | 160                                | 86                                 |
| 1900                  | 190                                | 93                                 |
| 2000                  | 225                                | 100                                |

### Вага
Вага кг.
13,5 (тіло кулемета)
36,9 (на колісному станку)
27,7 (на тринозі)
8,75 (коробка зі спорядженою стрічкою на 200 патронів з кулями зразка 1930 року)
10,25 (коробка зі спорядженою стрічкою на 250 патронів з кулями зразка 1930 року)
8 (коробка зі спорядженою стрічкою на 200 патронів з кулями зі сталевим сердечником)
9,5 (коробка зі спорядженою стрічкою на 250 патронів з кулями зі сталевим сердечником)
8,25 (коробка зі спорядженою стрічкою на 200 патронів з кулями зразка 1908 року)
9,75 (коробка зі спорядженою стрічкою на 250 патронів з кулями зразка 1908 року)
0,6 (зенітний ракурсний приціл)

## Варіанти
- СГ-43 — перші випущені зразки були встановлені на колісний станок Соколова, однак серійні СГ-43 встановлювали на колісний станок конструкції В. А. Дегтярьова[4]
- СГМ — станковий модернізований, встановлюється на колісний станок конструкції В. А. Дегтярьова або триногу конструкції Сидоренко — Малиновського[4].
- СГМБ — бронетранспортерний, встановлюється на передньому, бічному або задньому кронштейні бронетранспортера.
- СГМТ — танковий, встановлюється всередині башти танка на кронштейні люльки гармати, має електроспуск.

## Будова

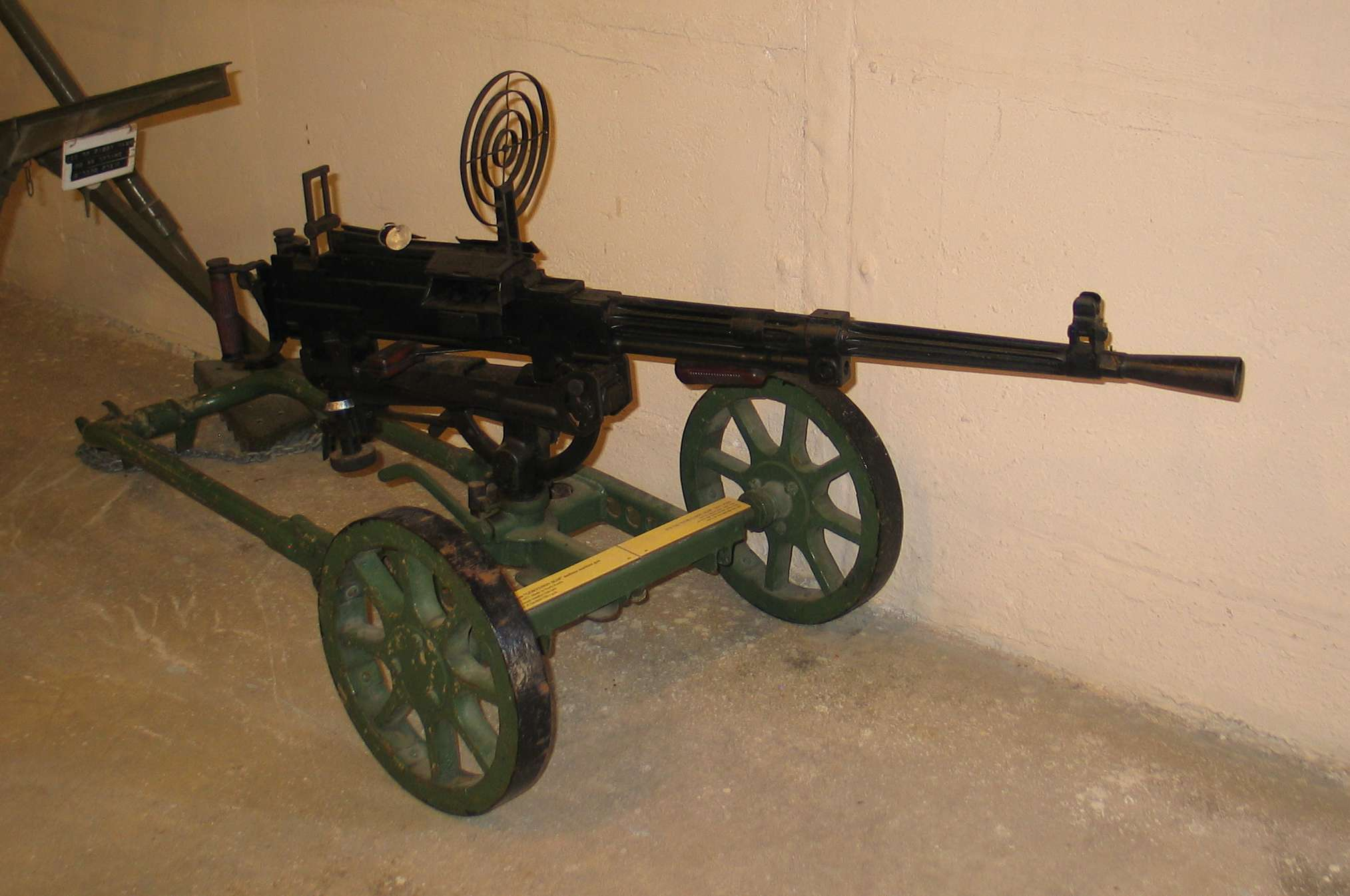
СГМ на колісному станку з зенітним ракурсним прицілом

Тіло кулемета Горюнова складається з наступних основних елементів:
- ствол,
- ствольна коробка з прицілом,
- замикач ствола,
- приймач,
- затворна рама з поршнем,
- затвор,
- рукоятка перезарядження,
- спусковий механізм,
- потиличник,
- зворотно-бойова пружина.

Приладдя кулемета Горюнова складається з: шомпола, комбінованого ключа, маслянки, вибивача, добувача, колінчастого стрижня з йоржиком, ключа замикача ствола і молотка.
Кулемет СГМТ забезпечений електроспуском в спеціальному корпусі на потиличнику.

## Приціл

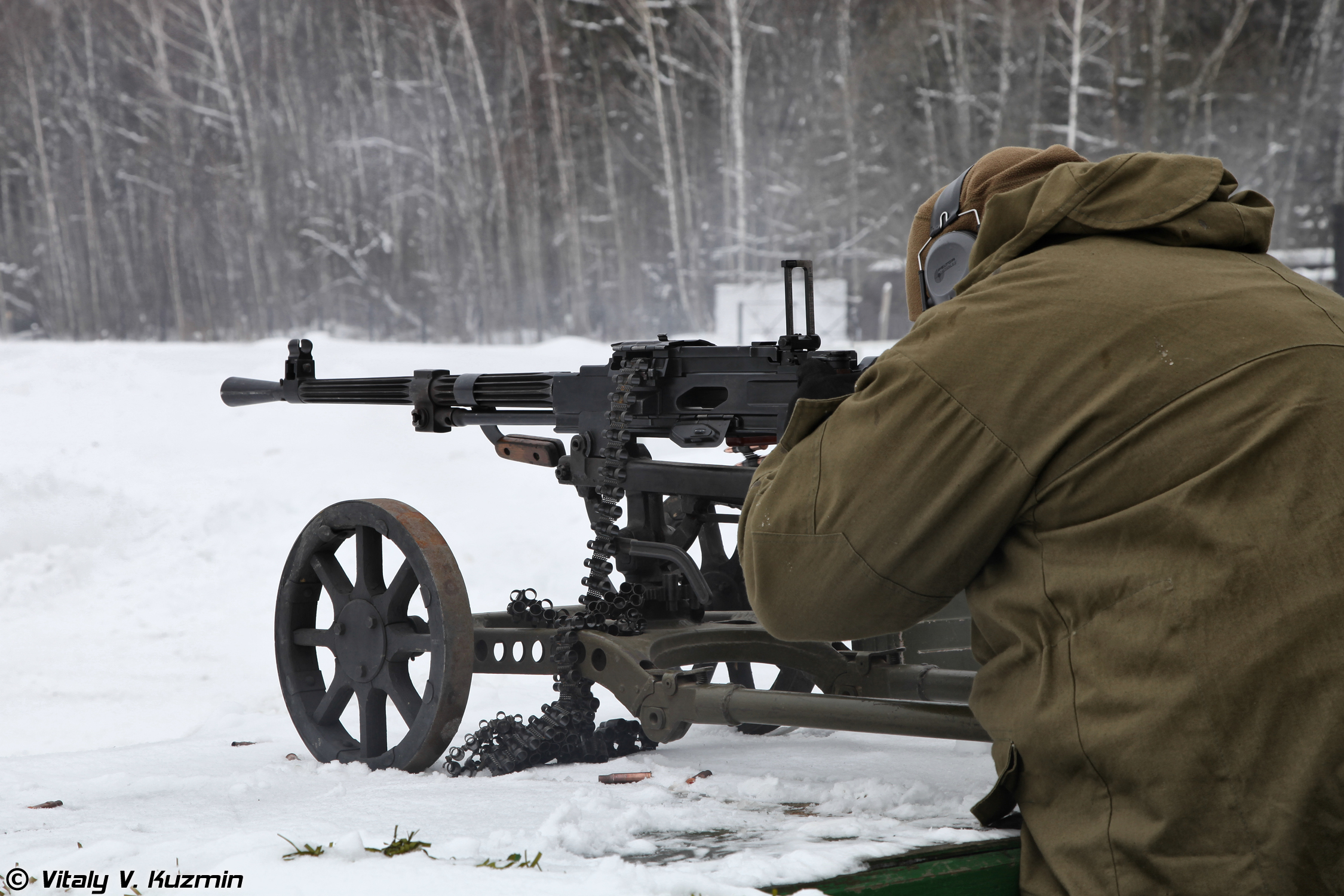
СГМ на святкуванні 70-річчя перемоги у Сталінградській битві в ЦНДІТОЧМАШ

Прицільне пристосування кулемета Горюнова складається з мушки і прицілу, який в свою чергу складається з основи прицілу, прицільної рамки з пружиною і хомутика з цілком. На стінках прицільної рамки нанесені поділки з цифрами: для легкої кулі зразка 1908, кулі зі сталевим сердечником і спеціальних куль — на правій стороні (буква «Л» і цифри від 0 до 20, що позначають дальність в сотнях метрів), для важкої кулі зразка 1930 року — на лівій стороні (буква «Т» і цифри від 0 до 23). На цілику нанесена риска, а на задній стороні хомутика нанесені поділки для бічних поправок (по п'ять поділок вліво і вправо від основної риски) для установки цілика. Кожне ділення цілика дорівнює одній тисячній дальності.
Для стрільби по повітряним цілях на кулемет встановлюється зенітний ракурсний приціл, розрахований на ведення вогню по повітряним цілях, які рухаються зі швидкістю не більше 600 км/год на дальностях до 1000 м. Даний приціл складається з основи прицілу, переднього і заднього візирів. Передній візир складається з концентричних кілець (з радіусами 20, 40, 60 і 80 мм) для вибору упередження, центрального кільця для вивірки прицілу і стійки переднього візира. Задній візир складається з кульки, стопорного гвинта (для вивірки прицілу) і стійки заднього візира.

## Принцип дії автоматики

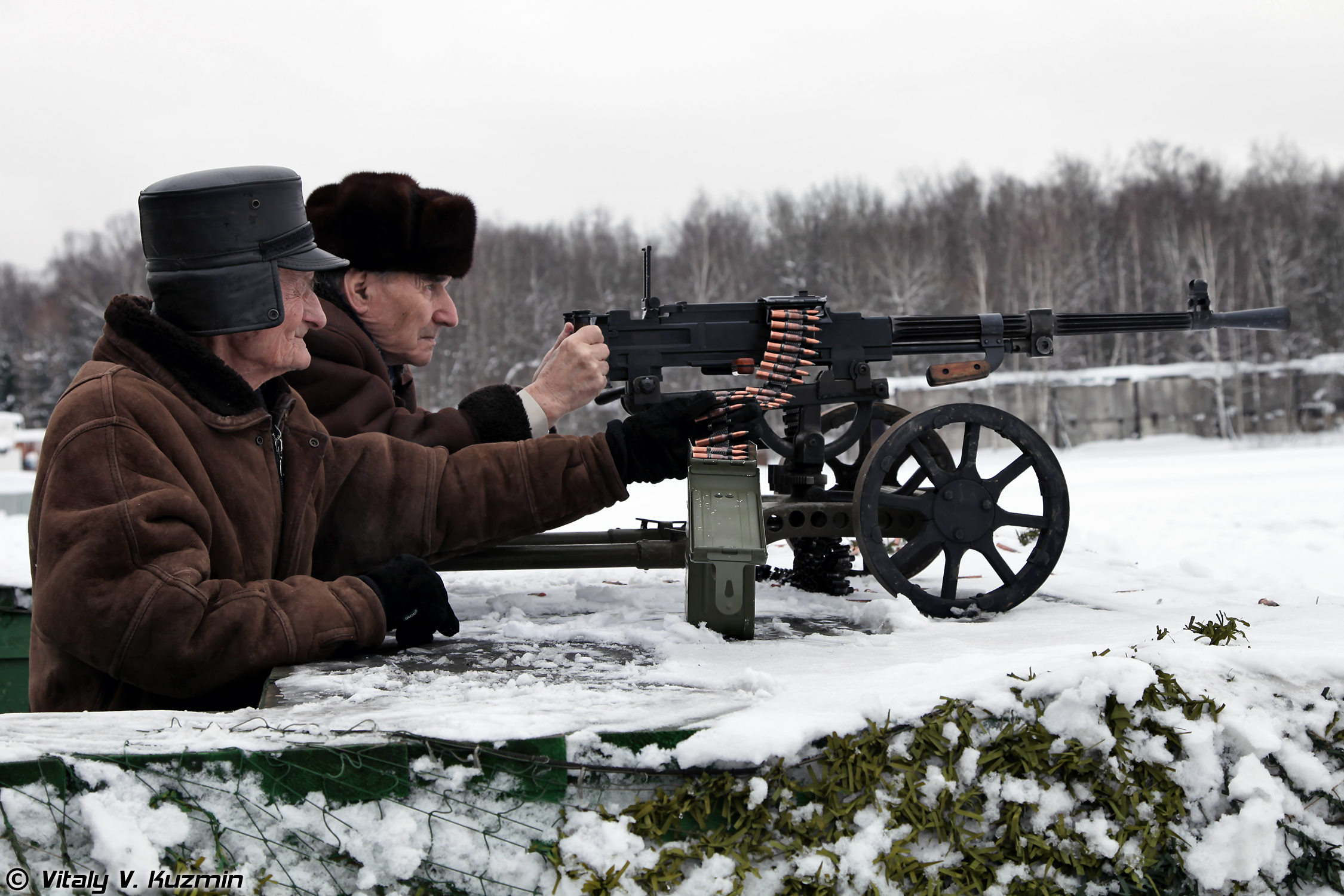

Робота автоматики СГ-43 заснована на використанні енергії порохових газів, які відводяться з каналу ствола. Замикання каналу ствола здійснюється перекосом затвора вправо.
При пострілі частина порохових газів, які виштовхують кулю, направляється через отвір в стінці ствола в газову комору і тисне на поршень, від чого рама затвора починає відходити назад. Затвор залишається на місці до вильоту кулі з каналу ствола, закриваючи його і не допускаючи прориву газів в ствольну коробку.
Після вильоту кулі рухливі частини продовжують відходити назад, стискаючи тим самим зворотно-бойову пружину. Затвор відкриває канал ствола і витягує гільзу з патронника. Рушій витягує черговий патрон із стрічки і подає його в поздовжнє вікно ствольної коробки. Гільза викидається зі ствольної коробки, повзун подає патрон в приймальне вікно приймача.
Якщо спусковий гачок залишається натиснутим, то затворна рама з затвором під впливом зворотно-бойової пружини спрямовується вперед, не зупиняючись в задньому положенні. Затвор виштовхує патрон з поздовжнього вікна ствольної коробки і досилає його в патронник. Коли рухливі частини займають крайнє положення, затвор закриває канал ствола. Бойок розбиває капсуль патрона, відбувається постріл, і робота автоматики повторюється.

## Оператори
- СРСР
- Польща: перші кулемети СГ-43 були передані на озброєння 1-ї армії Війська Польського під час Великої Вітчизняної війни, після війни кулемет був прийнятий на озброєння Війська Польського під назвою ckm SG-43 і випускався за ліцензією.
- Угорщина: випускався за ліцензією. Модифікація мала пістолетну рукоятку.
- В'єтнам
- НДР
- Єгипет: випускався за ліцензією.
- Індонезія
- КНР: випускався за ліцензією.
- Чехословаччина: випускався за ліцензією.
- Білорусь: в грудні 2005 року зняті з озброєння і відправлені на утилізацію[12]